# Al-Rum
Al-Rum (I Romani) è la trentesima Sura del Corano, una sura meccana composta da 60 versetti. Il titolo della sura si riferisce ai Romani menzionati nel primo versetto, che erano stati sconfitti dai Persiani ma avrebbero presto ottenuto la vittoria. La sura affronta vari temi, tra cui la sconfitta dell'ingiustizia, la provvidenza divina e la verità del Corano.

## Contenuto

### Introduzione e la Sconfitta dei Romani
Versetti 1-4: La sura inizia con la predizione della vittoria futura dei Romani dopo la loro sconfitta iniziale. Viene sottolineata la costante alternanza tra vittoria e sconfitta nelle vicende umane, come un segno della provvidenza divina.

### Messaggi della Sconfitta e della Vittoria
Versetti 5-16: Viene illustrata la lezione tratta dalla sconfitta dei Romani e dalla loro successiva vittoria, come un segno della potenza e della giustizia di Allah. Si invita l'umanità a riflettere sulla provvidenza divina e a non disperare nelle avversità.

### L'Analogia della Creazione
Versetti 17-27: Viene presentata l'analogia della creazione del cielo e della terra come un segno della grandezza di Allah e della sua sapienza. Si esorta l'umanità a riflettere sulla natura e sulla creazione come prova dell'esistenza di Allah.

### L'Inganno dell'Incredulità
Versetti 28-38: Si mette in guardia contro l'inganno dell'incredulità e si descrive il destino degli ingiusti che rifiutano di riconoscere la verità del Corano. Viene sottolineata la loro condizione di perdizione nell'aldilà a causa della loro ostinazione e del loro rifiuto della guida divina.

### Promesse e Minacce
Versetti 39-60: La sura conclude con promesse e minacce per coloro che credono e per coloro che rifiutano la verità del Corano. Si promettono ricompense per coloro che credono e seguono la via retta, mentre si minacciano castighi per coloro che si allontanano dalla verità e dall'obbedienza ad Allah.

## Analisi
La Sura Al-Rum offre una riflessione sulla provvidenza divina e sulla verità del Corano, invitando l'umanità a riflettere sulla storia e sulla creazione come prova dell'esistenza e della grandezza di Allah. Attraverso la storia dei Romani e la lezione tratta dalla loro sconfitta e vittoria, la sura sottolinea l'importanza della fede e della perseveranza nelle avversità.
La sura invita i credenti a riflettere sulla loro condizione e a riconoscere la mano di Allah nella storia umana, mentre mette in guardia contro l'inganno dell'incredulità e le conseguenze della disobbedienza. La Sura Al-Rum continua a ispirare i musulmani a riconoscere la grandezza di Allah nella creazione e ad affidarsi alla sua guida e alla sua misericordia.